# Número 1, 1950
Número 1, 1950 (títol original: Number One, 1950), coneguda també com Lavender Mist (Boira d'espígol), és una obra del pintor nord-americà Jackson Pollock del 1950. Es conserva a la National Gallery of Art de Washington. S'engloba dins de l'expressionisme abstracte, del qual Jackson Pollock és un dels principals representants.

## La pintura
El museu va adquirir aquesta pintura a l'oli amb esmalt i pintura d’alumini sobre tela de gran format (221 × 299.7 cm), l’any 1976. Pollock l’havia pintat en el seu estudi situat en un antic graner a l'East End de Long Island, on vivia i treballava des del 1945. El pintor experimentava amb el fet de deixar degotar i esquitxar la pintura industrial damunt del suport, ja fos tela, ceràmica o vidre, tècnica que es coneix com dripping. Tot i que sovint treballava amb la tela disposada en el cavallet, en aquest cas la va posar a terra, cobrint gairebé tot l’espai del taller, i va combinar diferents procediments per a abocar-hi la pintura mentre hi caminava per damunt, ja fos directament dels pots, o bé deixant-la escolar des dels pinzells o pals. L’artista va triar la pintura en esmalt comercial pel fet que li aportava una major fluïdesa respecte a la pintura a l’oli tradicional, i li donava més llibertat d'experimentació. Com ell mateix va dir, aquesta era la seva manera d’estar «en» la seva obra, de formar-ne part, de convertir l’acte creatiu gairebé en un ritual, a la manera de la pintura de sorra dels indis americans que tant admirava. Potser per connectar amb aquesta manera de fer, va signar l’obra a l’angle superior dret i a la part superior amb les empremtes de les seves mans.
Pollock va titular la seva obra originalment Number 1, 1950, seguint el criteri de la resta d’obres d’experimentació amb la tècnica del dripping que va fer durant aquells anys, com Autumn Rhythm (Number 30) o One: Number 31, 1950. Però el crític d’art Clement Greenberg, amic de Pollock, va suggerir el títol Lavender Mist, pel fet que la combinació dels colors emprats (blanc, blau, groc, gris, taronges, rosats i negre) li suggerien una resplendor malva.

## Influències
A banda de la influència de la pintura dels indis americans i de l'art rupestre, alguns estudiosos consideren que els experiments que Jackson Pollock va fer amb l’esquitxada i el degoteig de pintura als anys cinquanta són una causa directa de l’impacte que va tenir sobre el pintor l’obra de Joan Miró. Pollock era admirador de la pintura de Pablo Picasso però el 1945 va poder veure de primera mà petits guaixos amb constel·lacions de Miró que es van exposar a la Galeria Pierre Matisse de Nova York, recuperats de la França ocupada. Igualment, l’exposició va tenir un impacte important en l’escena de l’art bèl·lic estatunidenc.
El quadre forma part de les 105 obres decisives de la pintura occidental del museu imaginari de l'escriptor francès Michel Butor i va inspirar el títol de la tragicomèdia Bakersfield Mist d'Stephen Sachs.

## Exposicions
Número 1, 1950 s'ha exposat com a mínim en nou ocasions, ja sigui en exposicions monogràfiques sobre Jackson Pollock, com formant part de mostres temàtiques:
- 1905. Jackson Pollock Exhibition, Betty Parsons Gallery, Nova York
- 1961. Jackson Pollock, Kunsthaus, Zurich
- 1967. Jackson Pollock, The Museum of Modern Art, Nova York
- 1978. American Art at Mid-Century: The Subjects of the Artist, National Gallery of Art, Washington
- 1982. Jackson Pollock, Centre Georges Pompidou, París
- 1996. Abstraction in the Twentieth Century: Total Risk, Freedom, Discipline, Solomon R. Guggenheim Museum, Nova York
- 1998-1999. Jackson Pollock, Museum of Modern Art, Nova York; Tate Britain, Londres
- 2013. Angels, Demons, and Savages: Pollock, Ossorio, Dubuffet, The Phillips Collection, Washington
- 2014. Make it New: Abstract Paintings from the National Gallery of Art, 1950-1975, Sterling and Francine Clark Art Institute, Williamstown